# Francis Albert Sinatra & Antonio Carlos Jobim
Az 1967-es Francis Albert Sinatra & Antonio Carlos Jobim Frank Sinatra nagylemeze Antonio Carlos Jobim közreműködésével. A dalokat Claus Ogerman hangszerelte, és zenekara rögzítette. 1968-ban Grammy-díjra jelölték az év albuma kategóriában. Szerepel az 1001 lemez, amit hallanod kell, mielőtt meghalsz című könyvben.

## Az album dalai
|     | Cím                                     | Szerző(k)                                               | Hossz |
| --- | --------------------------------------- | ------------------------------------------------------- | ----- |
| 1.  | The Girl from Ipanema                   | Antonio Carlos Jobim, Norman Gimbel, Vinícius de Moraes | 3:00  |
| 2.  | Dindi                                   | Ray Gilbert, Jobim, Aloysio de Oliveria                 | 3:25  |
| 3.  | Change Partners                         | Irving Berlin                                           | 2:40  |
| 4.  | Quiet Nights of Quiet Stars (Corcovado) | Jobim, Gene Lees                                        | 2:45  |
| 5.  | Meditation (Meditação)                  | Jobim, Gimbel, Newton Mendonça                          | 2:51  |
| 6.  | If You Never Come to Me                 | Jobim, Gilbert, de Oliveira                             | 2:10  |
| 7.  | How Insensitive (Insensatez)            | Jobim, Gimbel, de Moraes                                | 3:15  |
| 8.  | I Concentrate on You                    | Cole Porter                                             | 2:32  |
| 9.  | Baubles, Bangles and Beads              | Robert C. Wright, George Forrest, Alexander Borodin     | 2:32  |
| 10. | Once I Loved (O Amor em Paz)            | Jobim, Gilbert, de Moraes                               | 2:37  |

## Közreműködők
- Frank Sinatra – ének
- Antonio Carlos Jobim – zongora, gitár, háttérvokál
- Claus Ogerman – hangszerelés, karmester